# Studentská agora
Studentská agora je středoškolská soutěž, ve které si studenti mohou vyzkoušet debatovat. Soutěž pořádá česká nezisková organizace Agora Central Europe. Soutěž se snaží podnítit u studentů zájem o to co se děje v jejich okolí. První ročník soutěže se konal v roce 2004. 

## Průběh soutěže
Soutěže se účastní desetičlenné týmy studentů. Několik týdnů před konáním soutěže jsou týmům zaslány témata, na které se mají připravit. Témata se často týkají např. problémy v životním prostředí, mezigenerační problémy, globalizace, občanských práv nebo nerovnosti pohlaví. 
Týmy si na soutěži vylosují zda budou dané téma obhajovat nebo mu odporovat. Na soutěži je povoleno se mírně od tohoto stanoviska odchýlit. Porota se poté snaží zhodnotit schopnost jednotlivých týmů a rozhodnou, který tým byl nejhorší. V dalších kolech poté přibývá ještě debata dva na dva, ve které si tým zvolí dva zástupce, kteří ho budou reprezentovat. 